# Котов Сергій Миколайович
Сергій Миколайович Котов (нар. 1 жовтня 1912 року в місті Козлов (нині — Мічурінськ Тамбовської області — пом. 16 жовтня 1999, Феодосія, Автономна Республіка Крим, Україна) — радянський військовий моряк, учасник Німецько-радянської війни, Герой Радянського Союзу (1944). Контр-адмірал (25.05.1959).

## Життєпис
Сергій Котов народився 1 жовтня 1912 року в місті Козлов (нині — Мічурінськ Тамбовської області). Після закінчення дев'яти класів школи та школи фабрично-заводського учнівства працював помічником машиніста на залізниці. 1933 року Котов закінчив перший курс Ленінградського торгово-товарознавчого інституту.

### Флотська кар'єра
У вересні 1933 року він був призваний на службу в Робітничо-Селянський Червоний флот. У 1937 році Котов закінчив Військово-морське училище імені М. В. Фрунзе. Спочатку був направлений на службу на підводні човни Чорноморського флоту та служив там командиром кермової групи. Але у грудні того ж року переведений у дивізіон торпедних катерів флоту та призначений командиром ланки катерів. З грудня 1940 навчався на відділенні спецзасобів відділу зв'язку Вищих спеціальних курсів комскладу ВМФ, після початку Великої Вітчизняної війни спішно їх закінчив і повернуто знову командиром ланки торпедних катерів.

### На Німецько-радянській війні
З липня 1941 — на фронтах Німецько-радянської війни, всю війну пройшов на Чорноморському флоті. Командував ланкою, з серпня 1942 — загоном, з вересня 1942 — дивізіоном торпедних катерів 1-ї бригади торпедних катерів Чорноморського флоту . Брав участь в обороні Одеси, в обороні Севастополя, в Керченсько-Феодосійській десантній операції, в битві за Кавказ, у Новоросійсько-Таманській, Керченсько-Ельтигенській десантній, Кримській, Ясько-Кишинівській наступальних операціях.
До травня 1945 року особисто здійснив 156 бойових походів. Дивізіон Котова здійснював напади на бази та комунікації противника, відконвоював 198 транспортів, ніс дозори, проводив мінні постановки (виставлено близько 200 морських мін), висаджував десанти. Моряки дивізіону врятували в морі близько 350 осіб, потопили 2 транспорти, 4 десантні баржі, 1 сторожовий катер і збили 3 ворожі літаки. За його особистої участі 1942 року при набігу на Двоякорну бухту було потоплено баржу з німецькими танками. Котов висаджував десант на Малій землі і потім під вогнем забезпечував його постачання боєприпасами і продовольством. У вересні 1943 року його катери одні з перших увірвалися до Цемеської бухти під час Новоросійської десантної операції. Неодноразово провадив морські бої з німецькими кораблями.
Указом Президії Верховної Ради СРСР від 16 травня 1944 року за «мужність і героїзм, виявлені в боях» капітан-лейтенант Сергій Котов був відзначенийзванням Героя Радянського Союзу з врученням ордена Леніна та медалі «Золота Зірка» за номером 3796
Останньою великою бойовою операцією С. Н. Котова стала посадка Констанцького десанту в головній військово-морській базі Румунії 29-30 серпня 1944 року. Через кілька днів бойові дії на Чорному морі завершилися, але моряки Котова ще довго виходили на небезпечні бойові завдання щодо пошуку та знищення морських мінних загороджень.

### На штабній роботі, у військовому кораблебудуванні
Після закінчення війни Котов продовжив службу у Військово-морському флоті СРСР. З грудня 1946 був начальником штабу 1-ї Севастопольської бригади торпедних катерів. З серпня 1950 перебував у розпорядженні Морського генерального штабу, у тривалому службовому відрядженні в Китайській Народній республіці навчав китайських моряків. З лютого 1952 року служив начальником 232-го випробувального полігону ВМФ у Феодосії. У вересні 1970 року контр-адмірал С. Н. Котов вийшов у відставку через хворобу.
Проживав у Феодосії, працював старшим інженером відділу головного конструктора у Феодосійській філії МКБ «Новатор», беручи участь у випробуваннях ракетних комплексів.
Був відзначений званням «Почесний громадянин Феодосії».
Помер 16 жовтня 1999 року, похований на Новому міському кладовищі Феодосії.

## Військові звання
- лейтенант (28.09.1937)
- старший лейтенант (21.11.1940)
- капітан-лейтенант (27.04.1942)
- капітан 3-го рангу (18.11.1944)
- капітан 2-го рангу (18.02.1948)
- капітан 1-го рангу (15.09.1951)
- контр-адмірал (25.05.1959)

## Нагороди
- Медаль «Золота Зірка» Героя Радянського Союзу (16.05.1944);
- орден Леніна (16.05.1944);
- орден Жовтневої Революції (18.03.1985);
- два ордени Червоного Прапора (9.08.1942; 3.11.1953);
- орден Нахімова 2-го ступеня (16.06.1945);
- орден Вітчизняної війни 1-го ступеня (11.03.1985);
- орден Червоної Зірки (20.06.1945);
- Медаль «За бойові заслуги» (3.11.1944);
- Медаль «За оборону Одеси» ;
- Медаль «За оборону Севастополя» ;
- Медаль «За оборону Кавказу» ;
- інші медалі СРСР;[1]

іноземні нагороди
- Орден «9 вересня 1944 року» 1-го ступеня (Болгарія);
- Медаль «Китайсько-радянська дружба» (Китай).

## Пам'ять

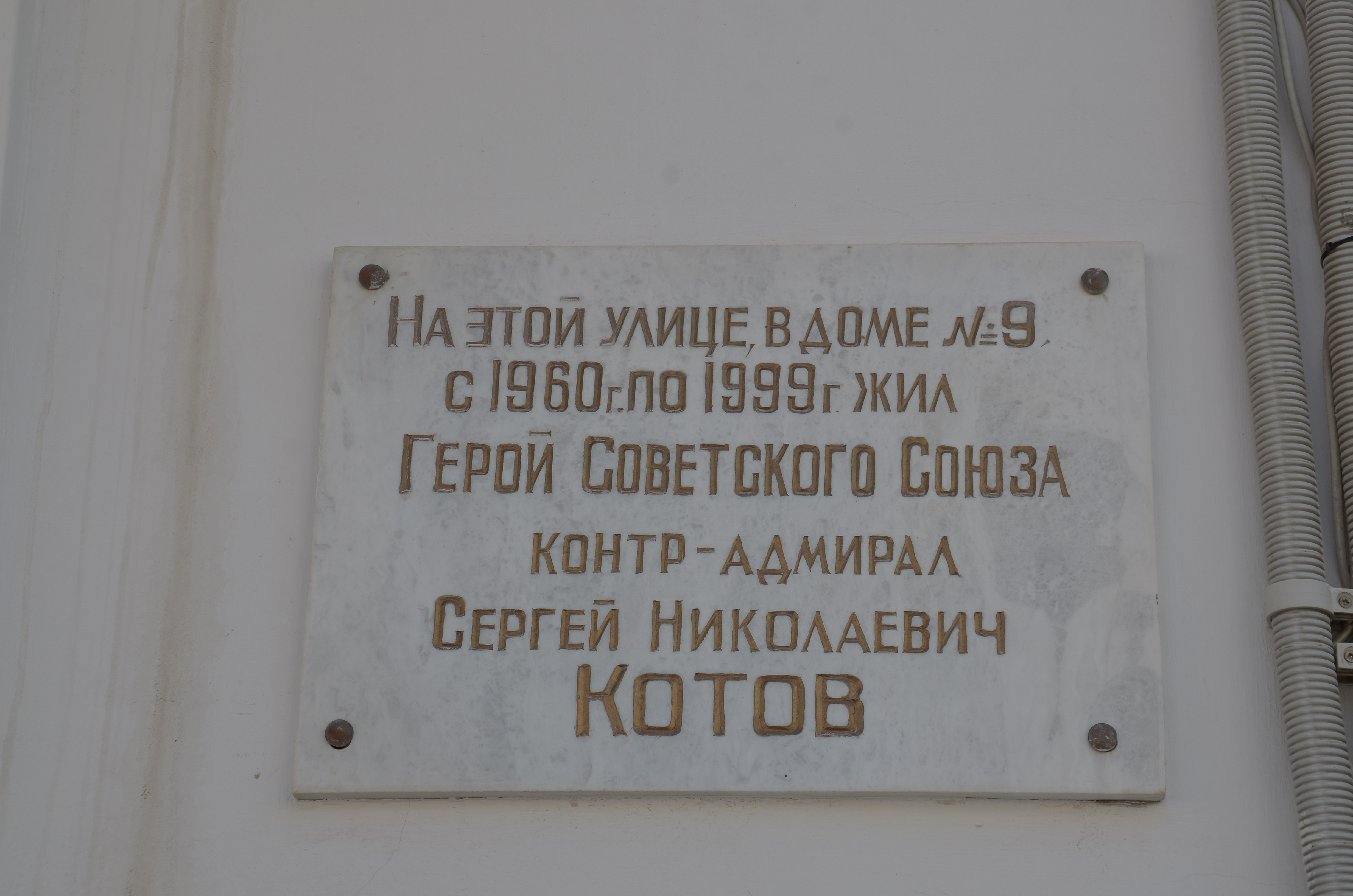
Меморіальна дошка С. Н. Котову у Феодосії

- Погруддя С. Н. Котова встановлено у Феодосії[1] .
- Меморіальні дошки встановлені в містах Феодосія (вул. Руська, 1) та Мічурінськ.
- В рамках заходів, присвячених 80-річчю Керченсько-Феодосійської десантної операції, ім'ям Сергія Котова було названо феодосійську школу № 19
- Наказом Головнокомандувача ВМФ Росії ім'я «Сергій Котов» присвоєно патрульному кораблю проекту 22160 (закладено на Зеленодольському суднобудівному заводі 8 травня 2016)[2]. 21 січня 2021 року корабель був урочисто спущений на воду, у грудні 2021 року прибув до місця службу до складу Новоросійської військово-морської бази[3], у серпні 2022 року зарахований до складу флоту[4]. 5 березня 2024 корабель був уражений внаслідок операції спецпідрозділу ГУР МО Group 13 у співпраці з ВМС України і затонув поблизу Керченської протоки.[5]